# Rachid Taha
Rachid Taha —en árabe: رشيد طه‎— (Sig, Argelia, 18 de septiembre de 1958-París, 12 de septiembre del 2018) fue un cantante y activista argelino de origen Amazigh.

## Biografía
Taha nació en 1958 en Sig, provincia de Muaskar, Argelia, aunque una segunda fuente sugiere que nació en la ciudad costera de Orán. Esta ciudad fue la «cuna de la música raï», y Taha despertó su interés por ella en la década de 1960, junto con la música callejera Chaabi.
Llegó a Francia a los diez años de edad. Su familia se instaló en una comunidad de inmigrantes en las periferias de la ciudad de Lyon. A los diecisiete años, trabajó como DJ en una discoteca tocando música árabe, rap, salsa, funk y «cualquier otra cosa que le apeteciera». A finales de la década de 1970, Taha fundó la discoteca Les Refoulés, donde tocaba mezclas de clásicos del pop árabe con ritmos de artistas como Led Zeppelin, Bo Diddley y Kraftwerk. En 1981, Taha conoció a miembros del grupo The Clash en París, donde los inspiró a escribir la canción «Rock the Casbah».
En 1982, Taha era el vocalista principal del grupo de rock en idioma árabe llamado Carte De Séjour. En sus comienzos, el grupo nunca logró gran éxito comercial y, como resultado, Taha tuvo que trabajar a tiempo completo en una fábrica, luego como pintor de casas, lavaplatos y más tarde como vendedor de enciclopedias. El grupo tuvo un éxito tras interpretar una versión de «Douce France» de Charles Trenet. Grabaron su primer álbum Carte De Séjour en 1983.
En 1989 se mudó a París para lanzar su carrera solista. Proponía una música emblemática de tendencia a la mezcla de las clases y tradiciones culturales, característica de las músicas del mundo, en distintos géneros musicales, como el raï, el tecno y el rock. Creó, al compás de sus álbumes, un discurso musical inventivo y original. Además, su voz ronca y áspera ofrecía una versión muy moderna del raï contemporáneo. Reunió, en 1997, todos sus éxitos con el título Carte Blanche, antes de mencionar, entre un planteamiento respetuoso y contribuciones tecnológicas, sus raíces argelinas con Diwan, álbum de reanudaciones de grandes clásicos de la canción árabe. Su mayor éxito fue la canción «Ya Rayah». El 31 de diciembre de 1999 se presentó en un concierto multitudinario en la ciudad palestina de Belén.
En 2014 se dio a la fama en España cantando junto a India Martínez el tema principal de la película El Niño.
Falleció el 12 de septiembre del 2018, a la edad de cincuenta y nueve años, en su casa de París, debido a un infarto.

## Discografía

### Álbumes de estudio
En el grupo Carte de Séjour
- 1983 Carte de Séjour
- 1984 Rhoromanie
- 1986 Deux et demi

Como solista
- 1991 Barbès
- 1993 Rachid Taha
- 1995 Olé Olé
- 1997 Carte Blanche
- 1998 Diwân
- 2000 Made in Medina
- 2004 Tékitoi
- 2006 Dîwan 2
- 2009 Bonjour
- 2013 Zoom
- 2019 Je suis Africain

### Álbumes en vivo
- 1999 1, 2, 3 Soleils - álbum con Khaled y Faudel (Incluye el tema «Ya Rayah», en el disco 2)
- 2001 Rachid Taha Live